# Mili
mili (m) – przedrostek jednostki miary oznaczający mnożnik 0,001 = 10-3 (jedna tysięczna).

## Najczęstsze zastosowania
- mA – miliamper
- mC – milikulomb
- mF – milifarad
- mg – miligram
- ml – mililitr
- mm – milimetr
- mΩ – miliom
- ms – milisekunda
- mW – miliwat
- mV – miliwolt
- mH – milihenr
- mK – milikelvin
- mCi – milikiur
- mmol – milimol
- mU – mili jednostka aktywności enzymów